# Monsieur Pain
La senda de los elefantes, más conocida por su reedición bajo el nombre de Monsieur Pain, es la segunda novela del escritor chileno Roberto Bolaño, y la primera publicada como único autor. Fue escrita en 1981 o 1982 y publicada por primera vez en 1984 como La senda de los elefantes, gracias al Premio Félix Urabayen del Ayuntamiento de Toledo.
En 1999 fue reeditada por la Editorial Anagrama bajo el nombre de Monsieur Pain.

## Estructura
El libro, dedicado a la esposa de Bolaño, Carolina López, es una novela corta dividida en pequeñas secciones sin título donde, a diferencia de otras novelas del autor, abundan los diálogos. La versión de Anagrama de 1999 va precedida por una nota preliminar donde Bolaño explica sucintamente la historia del libro, su participación en concursos provinciales de España, y donde afirma además la veracidad de casi todos los hechos narrados, tales como el hipo de Vallejo y la negligencia de sus médicos, la muerte de Pierre Curie atropellado por una carroza y sus últimos trabajos ligados al mesmerismo, e incluso la existencia de Pain, mencionado en las notas de Georgette. El libro finaliza a su vez con un epílogo titulado «Epílogo de voces: La senda de los elefantes», que incluye información sobre los últimos años de vida de algunos de los personajes de la historia:
- Jules Sautreau (Lyon, 1895 - Montpellier, 1960)
- Jean Blockman (Colmar, 1908 - Arrás, 1940)
- Marcelle Reynaud (Châteauroux, 1915 - París, 1985)
- Maurice Feval, también conocido como Aloysius Pleumeur-Bodou (Amiens, 1895 - Tarragona, 1964)
- Guillaume Terzeff (París, 1897 - París, 1925)
- Pierre Pain (París, 1894 - París, 1949)

El libro está narrado en primera persona y en tiempo pasado por el protagonista, Monsieur Pain, salvo en las últimas dos páginas, que alcanzan el tiempo presente. Si bien no se trata de un diario personal propiamente tal, es explícito y preciso en las fechas y horas en que ocurren los hechos (entre el 6 y el 20 de abril de 1938), los cuales se van contando cronológicamente. El trato con el que interactúan los personajes es casi siempre formal, utilizando el «usted» y los tratamientos de «madame» y «monsieur» precediendo normalmente al apellido de la mujer y del hombre, respectivamente (usándose el apellido del esposo para el caso de las mujeres casadas). Una excepción es el personaje de Pleumeur-Bodou, quien tutea indistintamente a todas las personas.
La novela se centra exclusivamente en los hechos transcurridos en París, y durante toda la narración el clima es lluvioso e invernal.

## Argumento

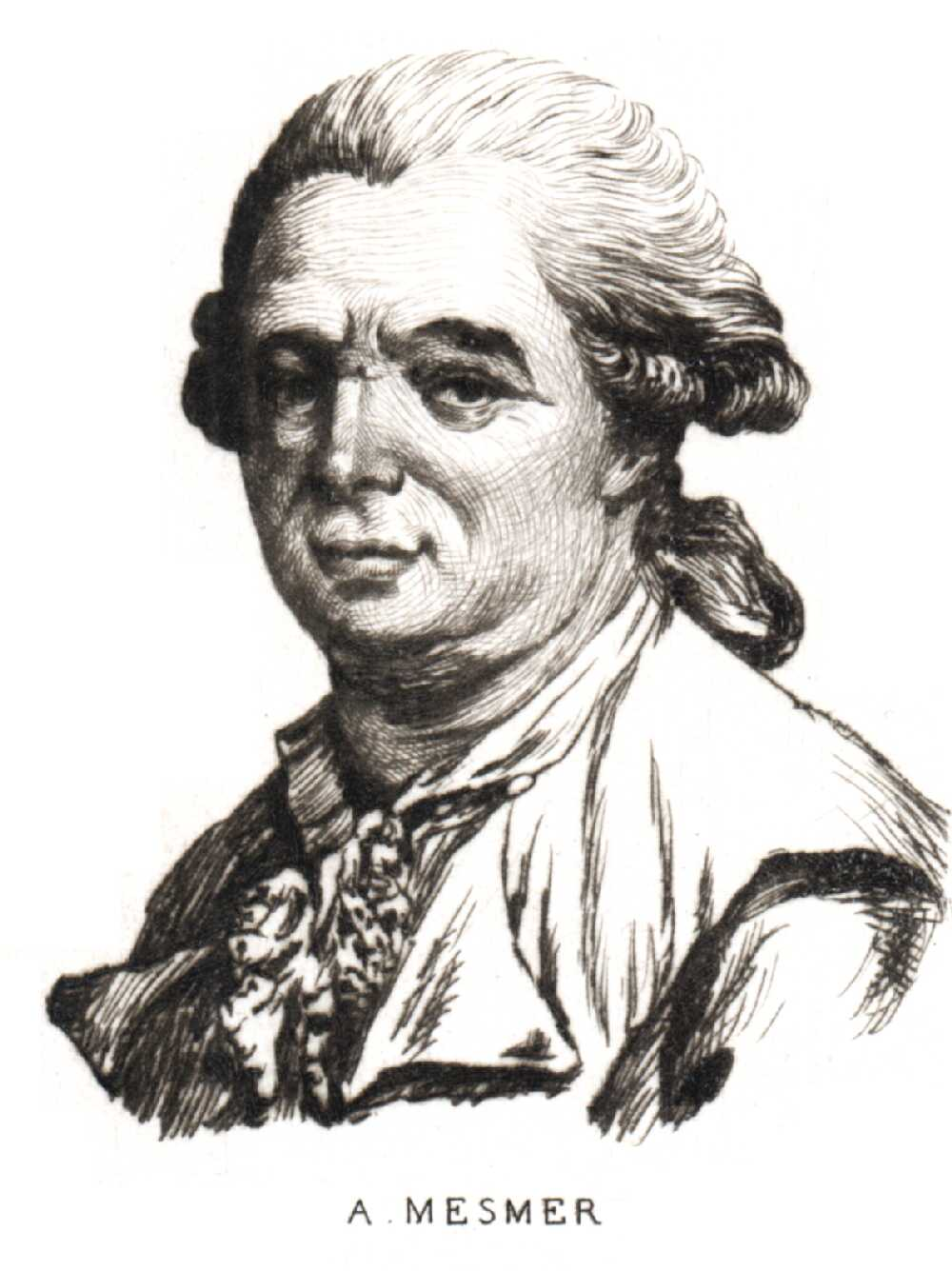
Franz Anton Mesmer (1734-1815) postuló la existencia del éter como agente terapéutico para la práctica del mesmerismo o «magnetismo animal». Monsieur Pain es en la novela un seguidor y practicante de sus ideas.

Según el propio autor, el argumento de esta novela «es indescifrable». El escritor Fernando Iwasaki la resume del siguiente modo:

«Monsieur Pain novela los últimos días del poeta peruano César Vallejo, quien agoniza en un hospital de París. Aconsejada por madame Reynaud, la esposa del poeta acepta que un discípulo de Mesmer —monsieur Pain— intente salvar la vida del moribundo.»
Fernando Iwasaki

| «P: ¿Le aflige la idea de la muerte? V: (Muy rápido.) ¡No..., no! P: ¿Le desagrada esta perspectiva? V: Si estuviera despierto me gustaría morir, pero ahora no tiene importancia. El estado mesmérico se avecina lo bastante a la muerte como para satisfacerme. P: Me gustaría que se explicara, Mr. Vankirk. V: Quisiera hacerlo, pero requiere más esfuerzo del que me siento capaz. Usted no me interroga correctamente. P: Entonces, ¿qué debo preguntarle? V: Debe comenzar por el principio. P: ¡El principio! Pero ¿dónde está el principio?» —Revelación mesmérica, Edgar Allan Poe. Epígrafe del libro. |

Iwasaki también opina que el epígrafe de la obra «prefigura y resume los principales argumentos de la novela».
La historia comienza situada en el invierno tardío de París el 6 de abril de 1938. El acupuntor mesmerista de cuarenta y cuatro años monsieur Pierre Pain se reúne con la joven madame Marcelle Reynaud (viuda precoz a quien frecuenta desde la inevitable muerte de su joven esposo, a quien Pain cuidó e intentó sanar sin éxito en La Salpêtrière donde estuvo hospitalizado) en el café Bordeaux de la Rue de Rivoli. Ésta le pide sanar a Vallejo (esposo peruano de su amiga Georgette) quien se encuentra desde hace dos semanas hospitalizado en la Clínica Arago, sin dinero por lo que está siendo atendido de manera gratuita pero negligente por parte de su médico de cabecera, Lejard. Su enfermedad se desconoce, pero presenta una fiebre constante y los últimos días un hipo incesante. Entre tanto, Pierre y Marcelle se sienten perseguidos por dos españoles misteriosos que dejan una carta a Pain para reunirse urgentemente con él la noche del día siguiente en el café Víctor, en el Bulevar Saint-Michel del Barrio Latino.
Al día siguiente va primero con Georgette y Marcelle a ver a Vallejo a la clínica, donde conoce a Lejard y a Limière, eminente médico que extrañamente accede justo ese mismo día a revisar al paciente. Dado el evidente menosprecio que sienten los médicos por la medicina alternativa de la acupuntura, Pain debe desistir de ver a Vallejo. Antes de irse, sin embargo, le parece ver al par de españoles vestidos como médicos de la clínica. Por la noche se reúne con ellos según lo convenido, y acepta un soborno por más de dos mil francos con tal de olvidarse del caso de Vallejo. Esa madrugada Pain telefonea totalmente borracho a su amigo, el anciano astrólogo monsieur Rivette, para desahogarse. Éste, que precisamente se encontraba despierto revisando una carta astral de Pain y el mesmerista Pleumeur-Bodou, le habla de este último y de su amigo Terzeff (científico suicida que intentó refutar a Madame Curie y que amaba a su hija Irène) para consolarlo. Esa noche Pain tiene pesadillas.
El 8 de abril por la mañana madame Raynaud lo visita en su pequeño y descuidado apartamento, citándose para esa tarde en un café cercano a la clínica Arago. Una vez allí, junto con Georgette, Pain ve al enfermo y luego de dos horas con su mano izquierda suspendida a treinta centímetros de la cabecera, le quita el hipo. Entonces le dice a Georgette que hay esperanzas sobre la cura de su esposo, y se marcha solo, afirmando que volverá la tarde del día siguiente. Pain regresa muy tarde esa noche a su casa, esperando la presencia de los españoles que sin embargo no aparecen. Durante esta espera, deambula por su barrio teniendo una conversación en un café enteramente verde con dos hermanos artistas cesantes, especializados en recrear desastres en miniaturas de metal; observando a un grupo de personas disfrazadas para ir a una fiesta; y conversando afuera de su apartamento con madame Grenelle, su arrendataria, quien llora deprimida por su soledad.
La mañana siguiente Pain desayuna en un bar y conversa con los presentes sobre la guerra civil española, la carrera armamentista del nazismo y el destino de Francia. En eso recuerda su hospitalización por problema a los pulmones acaecida durante la Primera Guerra Mundial, por lo cual obtuvo una pensión por invalidez que le permitió dedicarse al estudio y práctica de las ciencias ocultas. En el café conoce a Jules Sautreau, un entendido en mesmerismo con quien tiene una amena conversación. Por la tarde se dirige según lo acordado a la clínica, pero desde la recepción le prohíben visitar a Vallejo y Georgette. Esa noche intenta sin éxito llamar a Marcelle y acaba en una sórdida juerga con unos desconocidos. Al querer irse, un vigilante lo guía hasta un almacén de trastos abandonados en donde pasa el resto de la noche. Antes de dormirse, casi al amanecer, se le acerca una sombra en medio de la oscuridad imitando el hipo de Vallejo.

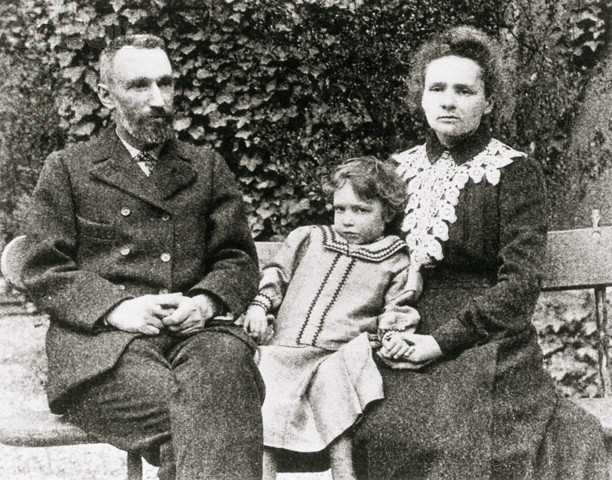
Pierre, Irène y Marie Curie antes de 1906. Tarzeff trabajó con esta última, y si bien su suicidio se le adjudicó a su relación con Irène, lo cierto es que tuvo más bien que ver de alguna manera con la muerte de Pierre.

La mañana del día 10, desaseado, adolorido y con resaca, va a casa de Marcelle en el Boulevard de Courcelles, pero le abre la madre de su difunto esposo, diciéndole que madame Reynaud se ha ido a Lille y no volverá sino hasta dentro de una semana. Desesperado, telefonea por la tarde a monsieur Rivette para desahogarse nuevamente en un monólogo atropellado. Esta vez Rivette guarda completo silencio. Horas después, desde un café ve pasar a uno de los españoles a quien decide seguir de cerca hasta un cine donde se está presentando la película francesa Actualidad. En la sala casi vacía, Pain se sienta junto a la salida y el español junto a otro hombre, que cuando Pain decide acercarse, se da cuenta de que es Pleumeur-Bodou. El español, llamado José María, se va dejándolos conversar. Pleumeur-Bodou, que ha visto la película incontables veces, señala a un científico alegre y vital que aparece en pantalla, diciendo que es Tarzeff en 1923, quien fuera su mejor y quizás único amigo. Al salir del cine Plemeour-Bodou, quien ahora trabaja en España para los fascistas, le quita importancia a su relación con los españoles, así como a los sucesos que afectan a Pain estos últimos días. En un bar de la Rue d'Amsterdam, Pleumeur-Bodou desmiente la historia de Rivette sobre la relación de Tarzeff con Irene Curie, así como el intento del primero por refutar a la madre de ésta. Tarzeff, afirma, estaba más bien interesado en los últimos experimentos místicos relacionados con el mesmerismo que llevaba Pierre Curie junto a D'Arsonval, antes que el primero muriera atropellado por un carruaje el 19 de abril de 1906, y el segundo se esfumara luego del incidente. Tarzeff ingresó a los veintitrés años al círculo de investigadores de madame Curie, y con esa excusa indagó en la muerte de su marido, resolviendo entre 1920 y 1924 que este último había sido en realidad asesinado para un ritual. Las razones de cómo llegó a estas conclusiones, así como las razones de su suicidio, nunca se las dio a conocer a Plemeour-Bodou. Pain finalmente estalla y antes de irse arroja un vaso de grog en la cara de su interlocutor, quien amenaza con golpearlo pero luego se arrepiente, insultándolo y compadeciendo su suerte. Más tarde se dirige a la clínica Arago logrando entrar desapercibido. Dentro de la clínica, que parece un laberinto, Pain se extravía y la búsqueda se va tornando pesadillesca hasta que ve desde la ventana de un cuarto oscuro a cuatro personas en un patio interior. Uno de ellos finalmente lo ve pero aparentemente no reacciona. Pain se tumba en una cama y se queda profundamente dormido hasta despertar a medianoche, tras lo cual deja la clínica sin ser visto por nadie.
Los días siguientes, entre el 11 y el 19, vuelven a la melancólica cotideanidad anterior al 6 de abril, optando Pain por marginarse de la situación de Vallejo. Sin embargo, el día 20 se encuentra con madame Raynaud en la rue Rivoli. Esta le presenta a Jean Blockman, su novio y la razón de su viaje a Lille, y le cuenta que Vallejo, poeta pobre y desconocido, ha muerto.
La novela acaba aquí, y posteriormente se incluye a modo de epílogo información acerca de los últimos años de vida de Pain y algunos de los demás personajes. Al estallar la Segunda Guerra Mundial, Pain perdió su pensión de invalidez y debió trabajar en diversos oficios menores. Se hizo amigo de un joven y un mago, con quienes contribuyó con la Resistencia francesa, falleciendo finalmente acompañado en brazos del primero.

## Recepción y crítica
Esta novela inicialmente pasó casi completamente desapercibida tanto por el público como por la crítica especializada, como todas las obras de Bolaño previas a La literatura nazi en América. Sin embargo, luego de volverse un autor reconocido, algunos críticos comenzaron a analizar y comentar los primeros trabajos del autor.
La obra también ha recibido comentarios negativos, a veces ignorando que se trata de una de las primeras novelas del autor. El escritor Jorge Volpi, pese a celebrar el legado literario de Bolaño, calificó esta novela como «insufrible».

## Análisis de la obra
Para el escritor Fernando Iwasaki, es evidente que el personaje de Vallejo en esta «brillante ficción literaria» se refiere al poeta peruano César Vallejo (Santiago de Chuco, 1892 - París, 1938). Por otra parte, enfatiza el hecho que el apellido «Pain» del protagonista, que en francés significa «pan», en inglés significa «dolor». Iwasaki comenta que si bien el texto «Revelación mesmérica» de Allan Poe, citado en el epígrafe, «prefigura y resume los principales argumentos de la novela», en la obra de Poe el hipnotizador sí consigue mantener un diálogo con el moribundo, mientras en Monsieur Pain el poeta Vallejo no logra articular ninguna palabra. Con respecto a su escritura, comenta:

«La escritura de Monsieur Pain es compleja, caótica y por momentos ajena a la realidad. Así, los sueños, las lecturas y los recuerdos de Pierre Pain irrumpen en la narración igual que el monólogo de un médium.»
Fernando Iwasaki

Estos sueños de Pain a Iwasaki le recuerdan a los 57 sueños del libro de poemas del autor, Tres. Por otra parte, sugiere que en su primera edición como La senda de los elefantes, el alter ego de Bolaño quizás podría ser el protagonista Pierre Pain, mientras que para la reedición de 1999 —sólo un año después de publicado Los detectives salvajes, y recién comenzando su fama hasta entonces desconocida para él— el personaje que más se le asemejaba era en realidad el de César Vallejo, un escritor desconocido, frágil de salud y que posiblemente moriría en el anonimato, similar al personaje de su cuento «Sensini» de Llamadas telefónicas.
Para la crítica chilena Patricia Espinosa, Monsieur Pain «es casi una novela detectivesca, que actualiza un goticismo a lo Faulkner. El libro es más bien un destilado notable de ambos modelos o registros». Además relaciona al protagonista, Pierre Pain, con Joseph K —el protagonista de El proceso de Kafka—, Bartleby de Melville y Monsieur Teste de Valéry. El crítico conterráneo Rodrigo Pinto, por su parte, destaca el talento que ya se ve en el escritor a partir de esta obra temprana, y aunque considera que posee un tono muy distinto y algo más «rígido» que sus obras posteriores, resalta el hecho que trate temáticas que Bolaño continuará profundizando más adelante, como la relación de los personajes con los libros y la literatura. El húngaro Mihály Dés concuerda en parte con Espinosa, opinando que se trata de una novela de misterio, que cumple con todas las reglas del género salvo por el final. Dés también comenta que es una novela más sencilla que las siguientes, aunque también más dinámica.

## Premios
Bajo el título de La senda de los elefantes, Bolaño consiguió con este libro el Premio Félix Urabayen 1984 otorgado por el Ayuntamiento de Toledo a la mejor novela corta, obteniendo trescientas mil pesetas de la época y la publicación del libro. Poco antes, con otro título, fue galardonado en otro certamen provincial de España, cuyo nombre el autor no recuerda pero cuyo premio consistió en ciento veinte mil pesetas. Nunca supo, sin embargo, si había sido o no publicado en dicha ocasión.
En el mismo prólogo de Monsieur Pain en la edición de Anagrama, el autor señala que estas participaciones en concursos literarios de provincia las relata en su cuento «Sensini» de Llamadas telefónicas.